# 地無垢島
地無垢島（じむくしま）は、大分県津久見市大字長目にある離島である。

## 概要

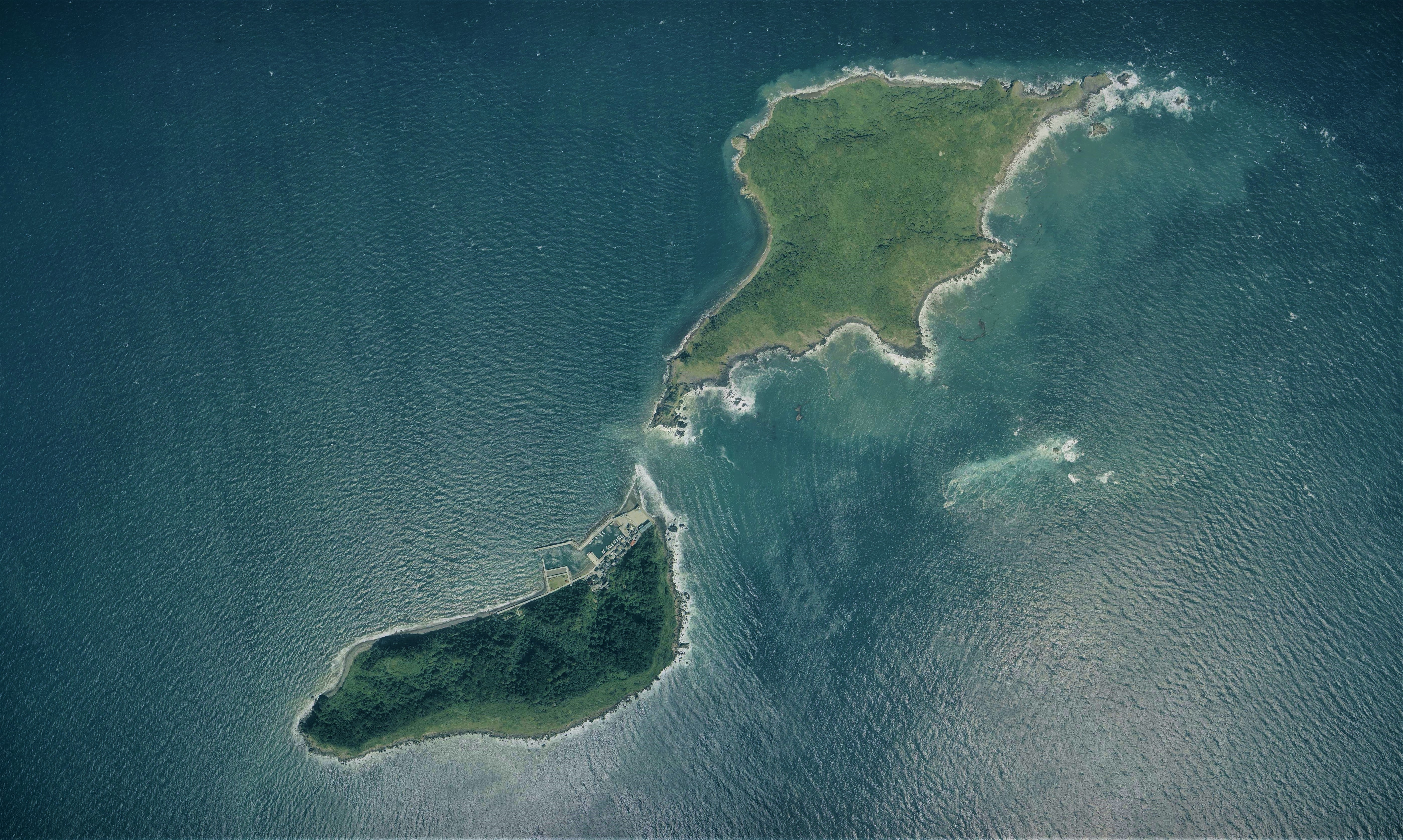
無垢島（左下が地無垢島、右上が沖無垢島）の空中写真。2009年撮影の3枚を合成作成。
。

津久見市北東部の長目半島の延長線上にあり、津久見市中心部から約16km、長目半島の先端から約6km沖に位置する。地無垢島は、大分県内の7つの有人離島の中で最も小さく、その面積は0.29km2、海岸延長は3.0kmである。全島が日豊海岸国定公園に含まれる。
この島の北東には無人島の沖無垢島が隣接している。両島を総称する場合は単に無垢島と呼ばれる。ただし、地元では地無垢島のみを指して無垢島と呼ぶことも多い。
人口は62人（2010年国勢調査）で、北東部の沖無垢島との海峡付近に港があり、その周辺に集落が形成されている。磯遊びや磯釣り等で訪れる観光客も多い。島の北側の斜面には約5,000本のツバキが植えられている。島の南側は磯釣りのポイントになっている。

## 交通
津久見港から定期船「カメリアスター」が就航している。所要時間は30分で、火曜、木曜、日祝日は1日2往復、その他の曜日は1往復が運航されている。「カメリアスター」は、「ニュー無垢島丸」に代わって、2010年3月28日に就航した新造船である。

## 特産品

### 椿の里
島の特産品は、純度100％つばき油。1981年から「椿の里」づくりとして、裏山に植樹を始め、約5千本のヤブツバキや八重ツバキが育った。最盛期の1990年代後半には、年間約800キロの実が収穫され、100ミリリットル入り化粧瓶2千本を超えるつばき油が荷された。しかし、近年はツバキの実の不作が続いており、収穫量は15～30キロまでに減少。住民の高齢化もあり、2024年が最後のつばき油製造になった。
- 椿油
- 粒うに

## 教育
- 津久見市立無垢島中学校 - 2013年度（平成25年度）から休校[5]。
- 津久見市立無垢島小学校 - 2012年度（平成24年度）から休校[5]。

## 備考
- 電話番号は「0972-87-XXXX」で、これは保戸島との共通運用である。
- 2011年（平成23年）11月25日にNHK総合（大分地区のみ）、2012年（平成24年）2月4日にBSプレミアムで放送されたNHK大分放送局開局70周年記念ドラマ「無垢の島」では、この島及び沖無垢島が舞台となった。